# Attrazione sessuale genetica
L'attrazione sessuale genetica (dall'inglese Genetic Sexual Attraction, GSA) è un ipotetico fenomeno di attrazione sessuale che si manifesta tra consanguinei che si incontrano per la prima volta da adulti. I critici dell'ipotesi l'hanno chiamata pseudoscienza. Molti hanno sottolineato la mancanza di ricerche sull’argomento. Pur riconoscendo la possibile esistenza del "fenomeno dell'attrazione sessuale genetica", Eric Anderson, sociologo e sessuologo statunitense, in un suo libro, ha sottolineato che vi fosse poca "ricerca accademica" sull'argomento

## Storia e definizione
Il termine venne coniato negli Stati Uniti d'America negli anni ottanta da Barbara Gonyo, fondatrice del Truth Seekers In Adoption, un gruppo di supporto con sede a Chicago per adottati e i loro affidatari.
Si presuppone che l'attrazione sessuale genetica insorga come conseguenza dell'incontro di parenti in età adulta, avvenimento tipico dei casi di adozione. Se si evolve in una relazione sessuale si sfocia nell'incesto, rapporto che può essere vissuto in modo angoscioso per le persone coinvolte e le rispettive famiglie.
È raro riscontrare casi di GSA tra persone cresciute insieme già dalla prima infanzia a causa dell'imprinting sessuale invertito, meccanismo psicologico che desensibilizza la futura attrazione sessuale reciproca. Si è ipotizzato che tale effetto si sia evoluto per ostacolare la consanguineità, e il conseguente indebolimento dei legami sociali tra famiglie e tribù.

## Cause
Diversi fattori potrebbero contribuire allo sviluppo della GSA: gli individui mediamente classificano un viso somigliante al proprio come più attraente ed affidabile e i caratteri ereditari infatti producono diverse somiglianze fisiche tra parenti stretti. Tuttavia Bereczkei (2004) attribuisce le cause della GSA in parte all'imprinting assunto in età infantile da parte del genitore di sesso opposto, interessi in comune e personalità simili sono normalmente considerate come desiderabili in un partner.
L'ereditarietà di fattori come la personalità, sono motivo di grande dibattito nella comunità scientifica, anche se tendono a essere più marcati in parenti stretti e, nei casi di attrazione genitore-figlio, presenti in un figlio nato da una relazione occasionale; questa tipologia di incontro produce nelle persone coinvolte intense emozioni.

## Esempi
Un fratello e una sorella in Germania, gli Stübings, combatterono la legge sull'incesto della loro nazione per essere riconosciuti come coppia. Crebbero separatamente e si incontrarono da adulti; dalla loro relazione, in seguito, sono nati quattro figli. Il loro appello venne respinto nel 2008.
Kathryn Harrison pubblicò negli anni novanta Il bacio (The Kiss: A Memoir, Random House, 1997); memorie della sua incestuosa relazione di quattro anni di una figlia con il padre che non vedeva da vent'anni. Una coppia sudafricana, insieme da 5 anni e in attesa di un figlio, scoprirono di essere fratello e sorella poco prima del loro matrimonio. Crebbero separatamente e si incontrarono da adulti al college.

## Nella narrativa
- L'argomento è trattato in Edipo re, il capolavoro di Sofocle realizzato nel 429 a.C..
- Nel romanzo Ada o ardore di Vladimir Vladimirovič Nabokov si racconta la storia di una relazione tra fratello e sorella che credevano di essere cugini.[12]
- Nel romanzo, Fortune e sfortune della famosa Moll Flanders, la protagonista inconsapevolmente sposa suo fratello.
- Nel romanzo Fiori senza sole (Flowers in the Attic, 1979) e Garden of Shadows di Virginia Andrews, si racconta un'incestuosa relazione tra fratello e sorella e il loro successivo matrimonio.
- Nell'opera Il Silmarillion di J. R. R. Tolkien, il protagonista de I figli di Húrin, incontra sua sorella Nienor dopo essere stati separati da piccoli. I due non si riconoscono, e, attratti l'uno dall'altra, si sposano.
- Nel romanzo Le nebbie di Avalon di Marion Zimmer Bradley, Artù, durante la notte della consacrazione di Beltane, giace con la sorella Morgana, che non vede dall'infanzia e che come lui è inconsapevole, e se ne innamora.
- Nel romanzo di Jonathan Littell Le benevole il protagonista Maximilien Aue ha un attaccamento morboso e incestuoso con la sorella gemella Una.

## Nella cultura di massa
- Nell'episodio Vigilia delle nozze di Detective Conan è presente una coppia di gemelli che non sanno di esserlo e si devono sposare.
- In un episodio di Dr. House - Medical Division due vicini di casa che hanno una relazione scoprono di essere fratellastri.